# Metropolis Street Racer
Metropolis Street Racer ou MSR é um jogo de corrida para Dreamcast. Foi desenvolvido pela Bizarre Creations e publicado pela Sega. O jogo foi planejado originalmente para acompanhar o lançamento do Dreamcast na Europa e Estados Unidos, no entanto, devido a diversos atrasos só foi lançado na Europa em 3 de novembro de 2000, com a versão norte-americana em janeiro do ano seguinte. O desenvolvimento de uma versão japonesa foi iniciado, mas nunca terminado.
Muitos dos conceitos usados em Metropolis Street Racer foram aproveitados na série Project Gotham Racing da Bizarre Creations no Xbox.
Metropolis Street Racer se tornou conhecido por apresentar o sistema "Kudos" (no qual os jogadores são premiados por pilotar com estilo e velocidade), e por suas recriações das cidades de Londres, Tóquio e São Francisco. As músicas do jogo foram compostas por Richard Jacques, e são apresentadas por meio de oito estações de rádios ficcionais (três em cada cidade), semelhante ao sistema utilizado na série Grand Theft Auto. O jogo ainda apresenta uma simulação realista do fuso horário, utilizando o relógio interno do Dreamcast para calcular o horário em cada cidade. Jogando-se às oito horas da manhã na Inglaterra, por exemplo, as corridas em San Francisco são à noite.
A grande quantidade de pistas do jogo, 262 no total, são obtidas bloqueando-se certas áreas das cidades, determinando ao jogador caminhos específicos. No entanto, apenas uma pequena parte está disponível no começo do jogo e são disponibilizadas no decorrer do modo single-player. O jogo, por outro lado, possui menos carros que a série Gran Turismo.

## Jogabilidade
A jogabilidade em MSR está centrada no modo single-player, que disponibiliza também os carros e pistas do modo multiplayer. A premissa do jogo se baseia em, como um corredor de rua, impressionar os outros pilotos com uma direção rápida e de estilo em uma série de desafios. Estes desafios estão agrupados em séries de dez - chamados de capítulos, Chapters, sendo 25 no total - a obtenção de Kudos - os pontos de estilo - determina a conclusão do capítulo e disponibiliza um novo carro. Cada desafio se baseia em uma pista e sua conclusão a disponibiliza nos outros modos de jogo.

### Desafios
- Hotlap: Uma corrida sozinho pela pista - em geral com três voltas - com o objetivo de superar um tempo de volta específico ou uma média de tempo para as voltas.
- One-on-one: Corrida (em média novamente com três voltas) contra um oponente. O jogador pode dar uma vantagem de tempo, para si próprio ou para o oponente, de até 60 segundos.
- Street Race: Uma corrida simples contra vários oponentes.
- Championship: Uma série de quatro corridas contra três oponentes. Se atribuem pontos conforme a colocação em cada corrida. Normalmente é o último desafio no capítulo.
- Challenge: Corrida com regras próprias, como passar um determinado número de carros dentro de um limite de tempo.

Alguns desafios - em geral da categoria Challenge - podem disponibilizar carros secretos ou cheats ao serem completados em um horário específico.

### Kudos
Kudos é uma espécie de moeda em MSR. É obtida durante os desafios em duas categorias - habilidade e estilo. Kudos de habilidade são obtidos ao completar o desafio. A dificuldade do desafio é configurável - por exemplo, ao se reduzir o limite de tempo ou dando uma vantagem de tempo ao oponente - desafios mais difíceis dão mais Kudos. Kudos de estilo são dados principalmente por derrapagens - ao usar o freio de mão em curvas. A letra "K" aparece durante a derrapagem, e se torna mais brilhante conforme a duração e velocidade da derrapagem, quando mais opaco a letra, mais Kudos são dados. Eles ainda podem ser obtidos ao se terminar uma corrida sem colidir com obstáculos ou outros carros. Por outro lado, são descontados ao colidir com paredes, obstáculos e outros carros; ou ainda por falhar nos desafios, o que resulta em -25 K para o jogador.
Os Kudos são calculados por desafio. E apenas o último resultado é gravado. Pode-se ainda usar "coringas" antes dos desafios para dobrar a quantidade de Kudos conquistados ou perdidos.

## Carros
No modo single-player, o jogador possui uma garagem com espaço para três carros. Para "comprar" um carro, o jogador deve completar um desafio com o carro - em geral completando uma volta abaixo de um tempo pré-estabelecido. O jogador tem um tempo ilimitado para completar o desafio, e uma vez conquistado, pode personalizar o carro, sua cor, a opacidade dos vidros e sua placa. Freios ABS podem ser utilizados e no caso de carros conversíveis pode se escolher entre diferentes coberturas (quando disponíveis) de acordo com o clima.
Os Kudos estão atrelados aos carros. Por haver apenas três espaços na garagem, pode ser necessário se desfazer de um carro para obter outro melhor durante o jogo. Isso penaliza o jogador com a perda de 10% dos Kudos obtidos com aquele carro. Isto encoraja o jogador a trocar de carro com menos frequência, ou permanecer por mais tempo nos capítulos iniciais.

## Música
MSR foi o primeiro jogo de corrida a ter estações de rádios virtuais com DJs apresentando as músicas. Boa parte da Trilha-sonora é uma paródia a artistas populares como Barry White e Will Smith. Toda a trilha sonora do título foi composta e produzida pelo britânico Richard Jacques, muito conhecido por criar trilhas para videogames da Sega (Daytona USA Deluxe, Headhunter, Outrun 2, Samba De Amigo e títulos recentes da franquia Sonic) e, mais recentemente, Battlestations: Pacific e Mass Effect. Algumas canções tiveram vocais de TJ Davis, cantora britânica que já havia trabalhado em Sonic R.

## Diferenças entre os lançamentos
MSR foi lançado três vezes. Para alcançar o objetivo de lançar o jogo em novembro de 2000 no Reino Unido, a Bizarre Creations lançou o jogo com uma quantidade perceptível de defeitos:

### Defeitos da primeira versão
- Após algum tempo de jogo, as corridas em Tóquio são sempre à noite.
- Completar os desafios Championship sem o número necessário de pontos são considerados como bem-sucedidos.
- O jogo pode corromper os dados gravados no VMU.
- A tela "Quick Race" no modo multiplayer não aparece.
- Ao usar um teclado para digitar nomes, as teclas são mapeadas incorretamente. Ao pressionar C se obtém B, B exibe A, etc.

Após o lançamento inicial de MSR, a Sega recolheu o lote inicial e lançou uma versão sem estes defeitos, apesar a existência de outros menores.
Ainda devido à pressão de tempo, a versão britânica final de MSR não inclui a função replay, apesar de possuir um visualizador de replays e cópias enviadas para a avaliação da imprensa incluirem a opção. Esta versão apenas inclui corridas pré-gravadas. A versão norte-americana, lançada mais tarde, possuí o recurso.